# Geldtransport

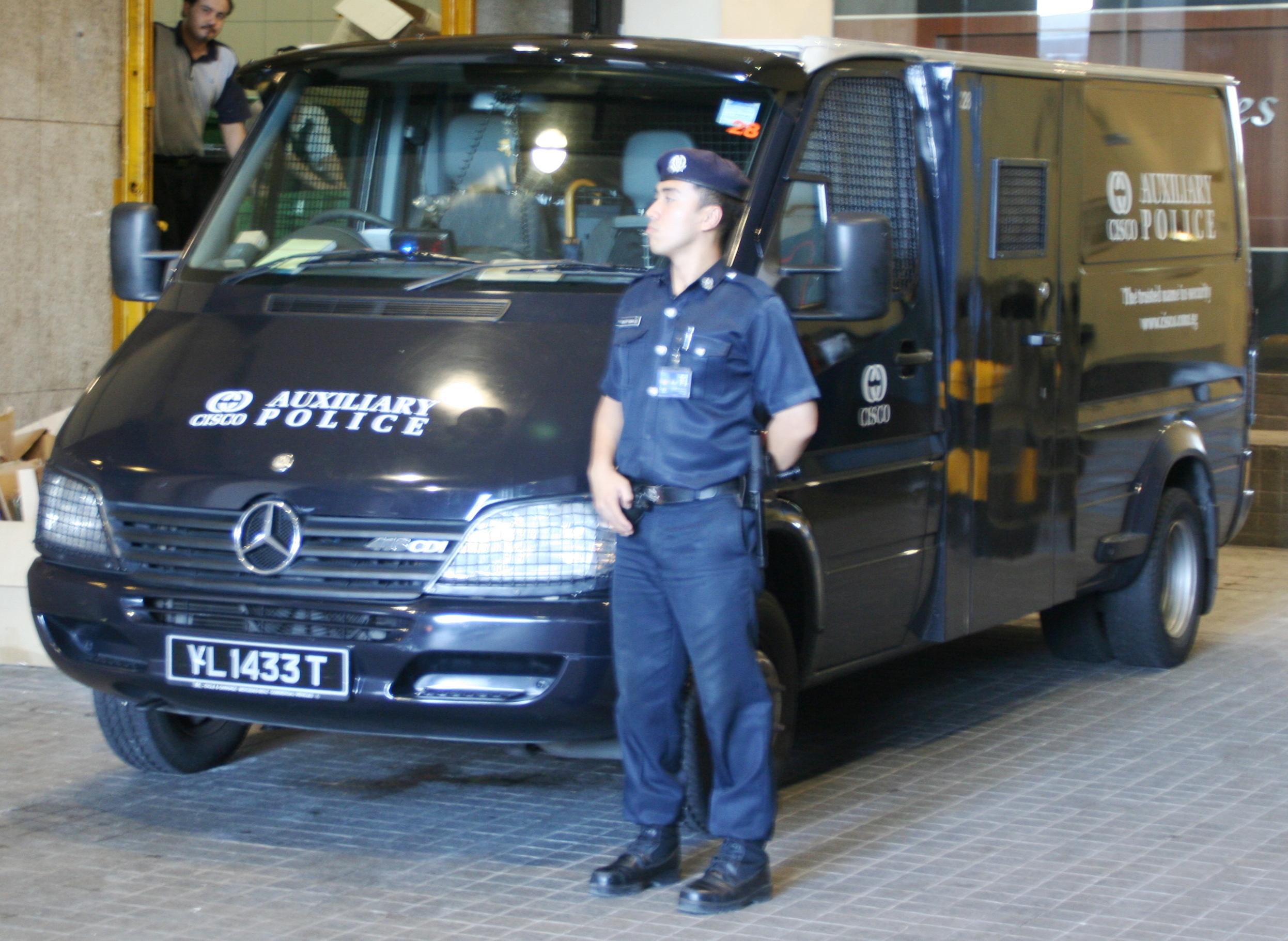
Verladung von Bargeld in/aus einem Geldtransporter

Geldtransport (englisch cash-in-transit, auch CIT genannt) ist der Werttransport von Bargeld, der im Normalfall von darauf spezialisierten Sicherheitsunternehmen oder öffentlich-rechtlichen Stellen durchgeführt wird. Hierfür werden umgebaute Nutzfahrzeuge verwendet, die auf die speziellen Sicherheitsbedürfnisse ausgerichtet sind.

## Privatwirtschaft
Der Geldtransport wird z. B. zwischen Einzelhändlern und Bankfilialen besorgt. Hierzu zählen sowohl die Betreiber als auch Dienstleister rund um die Abwicklung des Bargeldtransfers. Sicherheitsdienste, die Geldtransporte vornehmen, befassen sich in der Regel auch mit den Bareinzahlungen bei Kreditinstituten. Fast alle deutschen Anbieter sind Mitglied in der Bundesvereinigung Deutscher Geld- und Wertdienste (BDGW). Die BDGW hat Sicherheitsvorschriften und Dienstanweisungen für Geld- und Werttransportleistungen erlassen, die für die Mitgliedsunternehmen bindend sind.

### Bewaffnung in der Privatwirtschaft
Die Mitarbeiter im Außendienst können mit Schusswaffen bewaffnet sein. Die Betreiber und Mitarbeiter von Geldtransporten haben hierbei die Vorschriften des Waffenrechtes und auch die Unfallverhütungsvorschriften des Bewachungsgewerbes (DGUV Vorschrift 23) zu beachten.
Die §§ 18 bis 23 der DGUV Vorschrift 23 sehen vor, dass Träger von Waffen ausreichend sachkundig zu sein haben, nur auf ausdrückliche Anweisung des Arbeitgebers Waffen getragen werden dürfen und die Bewaffnung auf das notwendige Maß zu beschränken ist. Waffen sind grundsätzlich ungeladen zu übergeben, nur bei drohender Gefahr darf sich eine Patrone im Lauf befinden. Die Waffen sind in sicheren Tragevorrichtungen oder Transportbehältnissen mitzuführen. Die Bewaffnung mit Schreckschusswaffen oder Gaspistolen ist nicht zulässig.

## Öffentlich-Rechtlicher Geldtransport

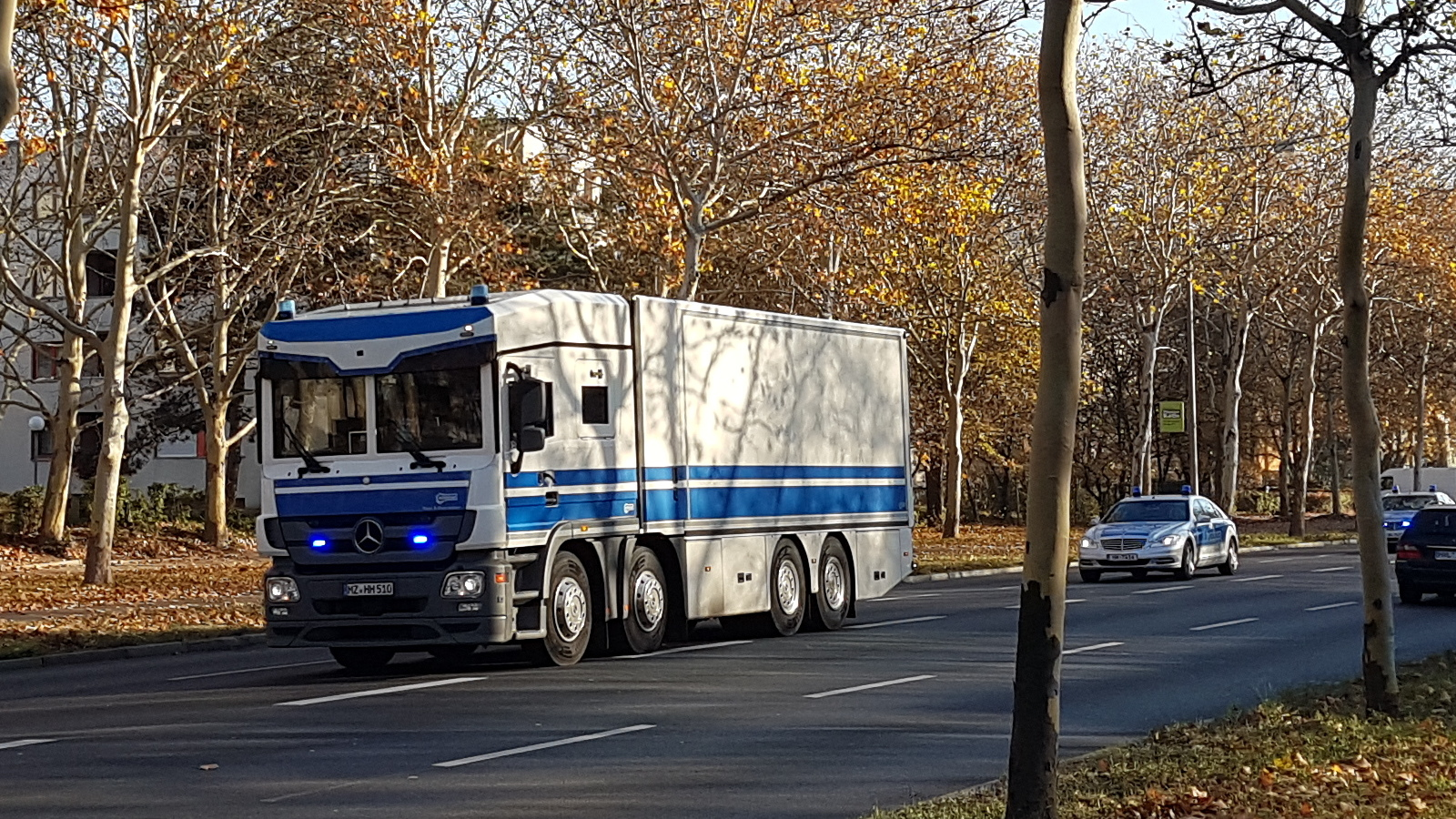
Mercedes-Benz Geldtransporter der Deutschen Bundesbank

Er bezeichnet in Deutschland den Transport zwischen den Banknotendruckereien bzw. Münzprägeanstalten („Staatlichen Münzen“) und den Filialen der Deutschen Bundesbank (bis 2002: Landeszentralbanken) sowie den Transport von Bargeld zwischen den einzelnen Dienststellen der Bundesbank. Der Transport zwischen den Bundesbankfilialen und anderen Stellen wie Banken oder behördlichen Kassen (z. B. Finanzministerien) erfolgt im Regelfall durch private Wertdienstleister. Diese werden in der Regel nicht durch Polizeifahrzeuge begleitet. Beim Transport durch private Unternehmen handelt es sich überdies nicht um öffentlich-rechtliche, sondern eben um private Transporte. Lediglich die eigenen Transporte der Bundesbank (im Regelfall mit gepanzerten LKW, die auch mit Blaulicht versehen sind) werden durch Kräfte der Polizei begleitet. Es gibt auch Transporte, die nicht begleitet werden, insbesondere Münztransporte.

## Geschichte der Geldtransportbranche
Der Beginn des Geld- und Werttransports mit speziellen, gesicherten Fahrzeugen wird auf das Jahr 1966 datiert. Das von Karlheinz Schies in Mannheim gegründete Unternehmen Security Service Werttransport GmbH führte damals seine ersten Fahrten mit einem gepanzerten VW-Bus aus.

### Euroumstellung
Eine der größten Herausforderungen der Geldtransportbranche stellte die Euroeinführung zum Jahreswechsel 2001/2002 dar. Es mussten alleine im Bereich der Bundesrepublik Deutschland 2,3 Milliarden Eurobanknoten im Wert von 132 Milliarden Euro, sowie 15,5 Milliarden Euromünzen im Gegenwert von 4,3 Milliarden Euro mit einem Gewicht von insgesamt 71.500 Tonnen zu den Landeszentralbanken und von dort zu Banken und von diesen an Händler und andere Unternehmen transportiert werden. Im Gegenzug waren 2,6 Milliarden DM-Banknoten und 46,7 Milliarden DM-Münzen zu transportieren.
Alleine die Münztransporte erforderten ein Transportvolumen von 82.100 Geldtransportern. Zur Bewältigung der Probleme wurden 1.000 Aushilfskräfte für die Zeit der Währungsumstellung eingestellt und ausgebildet, die Versicherungsprämien verdreifachten sich wegen eines befürchteten Anstieges von Überfällen auf Geldtransporte, gleichzeitig kam es zu einer Vergrößerung des Umsatzes der Transportunternehmen von etwa 50 Millionen Euro.

### Jüngere Probleme
Die gezielt mit Blick auf die Währungsumstellung in der Geldtransportbranche aufgebauten Überkapazitäten führten kurz nach dem Boom allerdings zu Preiskämpfen, die den Umsatz der Branche einbrechen ließen. Verschärft wurde diese Krise durch zusätzliche Serviceangebote der Deutschen Bundesbank und die Zunahme der Befüllung von Geldautomaten mit Bargeld aus den Bankfilialen anstatt wie zuvor mit Banknoten der Zentralbanken. Gewinner der Entwicklung war vor allem die Firma Heros.
Der privatwirtschaftliche Betrieb von Geldtransporten kam insbesondere im Zusammenhang mit Unterschlagungen von etwa 300 Millionen Euro in den letzten paar Jahren vor der Aufdeckung bei der Heros Unternehmensgruppe, die allein etwa die Hälfte des deutschen Marktes bei Geldtransporten bediente, Anfang 2006 ins Gerede. Zum Transport anvertraute Kundengelder wurden zunächst ins Unternehmen investiert, wodurch niedrigere Preise als bei der Konkurrenz möglich wurden, die entstehenden Fehlmengen wurden dann durch Gelder anderer Kunden in der Art eines Schneeballsystems ausgeglichen. Heros musste in der Folge des Bekanntwerdens Insolvenz anmelden.
Angefangen hatte das Vorgehen bereits Mitte der 1980er Jahre, erstmals aufgefallen waren Unregelmäßigkeiten dann bereits 1990, als bei einer Handelskette Fehlbestände von mehreren hunderttausend D-Mark auffielen. Die Versicherung trat ein, da sie diese Beträge als unbedeutend relativ zum Geschäftsvolumen aus dem Versicherungsvertragsverhältnis mit Heros betrachtete. Später wurde das Bargeld der Kunden nicht sofort zu Banken transportiert, sondern zunächst einbehalten. Aus den so auflaufenden Geldbeständen wurden die Entnahmen getätigt, zum Teil auch durch Mitarbeiter zu eigenen Zwecken.

## Gewerberecht
Die Tätigkeit bei Geldtransporten unterliegt nicht der Bewachungsverordnung und erfordert nicht nach § 34a Abs. 1 Satz 5 Gewerbeordnung (GewO) einen Sachkundenachweis, sondern lediglich als „allgemeine Bewachungstätigkeit“ eine Unterrichtungsbescheinigung nach § 34a Abs. 1 Satz 3 Nr. 3 GewO.

## Fahrzeuge

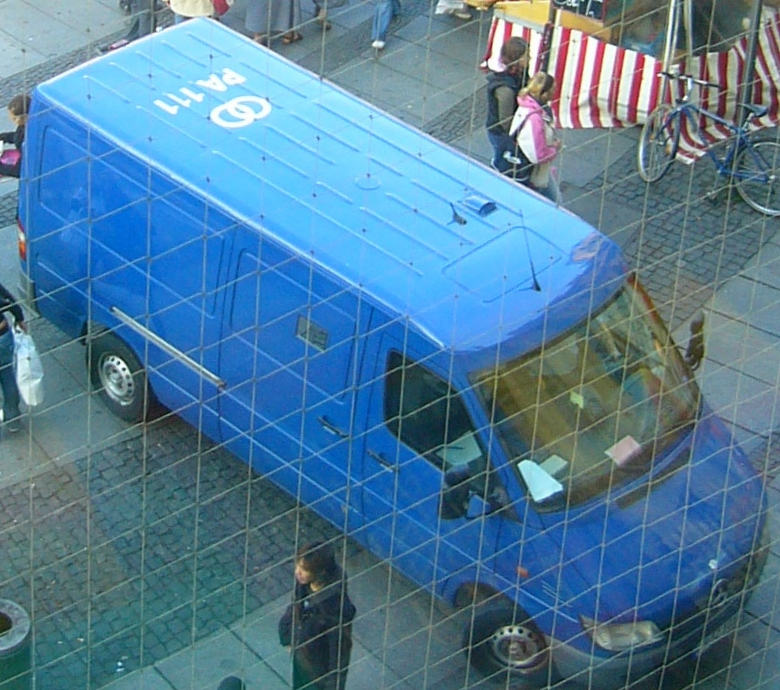
Luftkennung auf einem Geldtransportfahrzeug

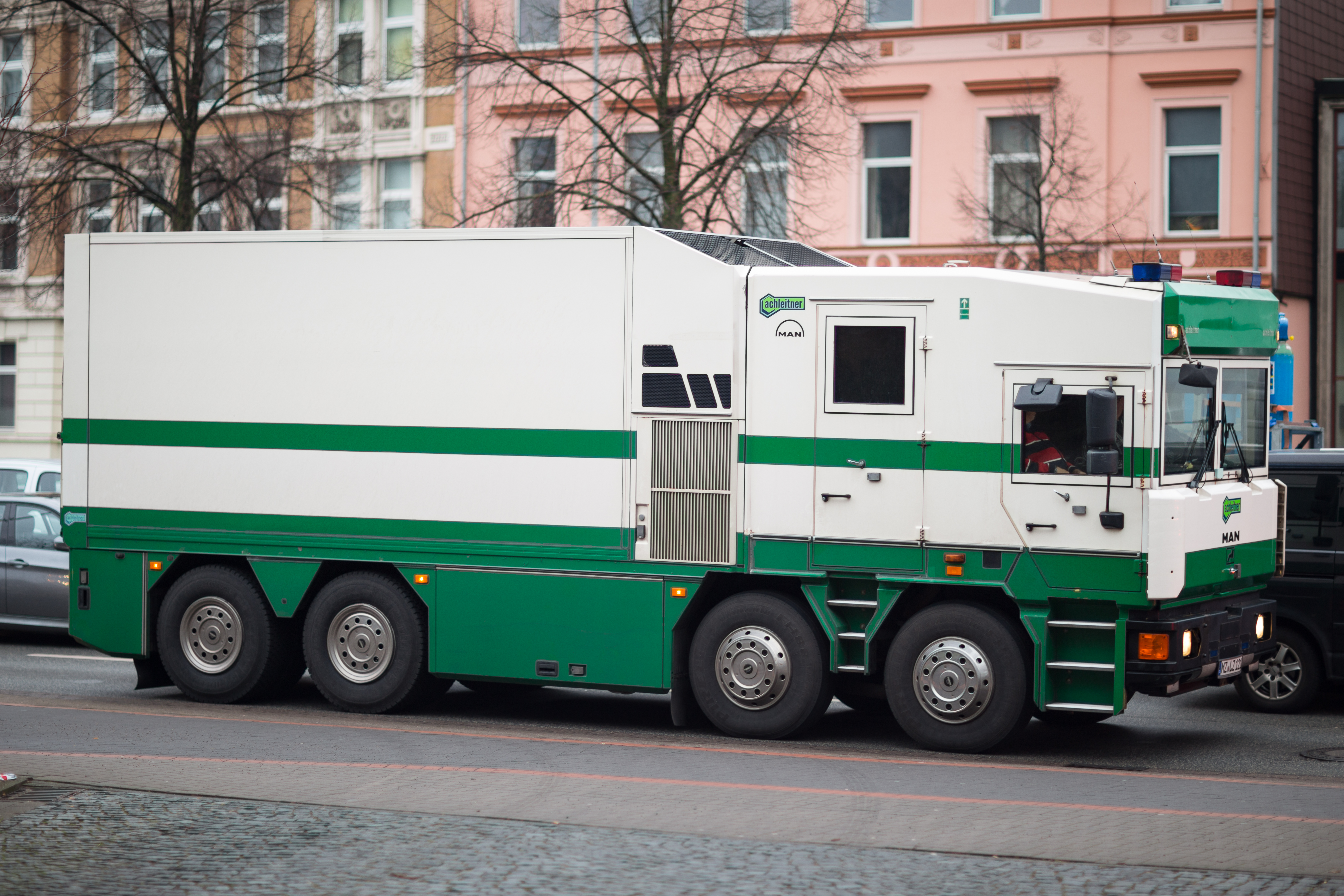
Staatliches Geldtransportfahrzeug auf Basis des MAN gl

Die Geldtransportfahrzeuge sind zur Sicherheit in der Regel gepanzert und oft mit einer Luftkennung versehen. Des Weiteren findet sehr häufig eine GPS-Überwachung durch den Dienstleister statt. Die Transportfahrzeuge sind serienmäßige LKW-Fahrgestelle, die mit einem gepanzerten Aufbau versehen werden. Die Sicherheitseinrichtungen bestehen oft aus einer Alarmanlage, einem Laderaum, der nur von innen zu öffnen ist, Funk etc. Die Fahrzeuge beim öffentlich-rechtlichen Transport, bei dem ganz überwiegend schwere Lastkraftfahrzeuge verwendet werden, sind oft wie Polizeifahrzeuge in grün-weiß und seit neustem auch in blau-weiß lackiert. Bei Kolonnenfahrten melden sich die Polizeifahrzeuge bei der jeweiligen Leitstelle an, jedoch nicht über Funk, da dieser, sofern er noch analog verfügbar ist, problemlos abzuhören ist. Die Transporter sind oft mit Funkmeldesystem ausgestattet. Seit dem Ende des Zweiten Weltkrieges wurden diese staatlichen Transporte in Deutschland nicht mehr überfallen.

## Sonstiges
Das Geld wird in Metallkisten (P-Behälter) verpackt, welcher durch eine Plombe versiegelt und unter Umständen auch verschlossen wird. Diese Behälter können mit Farbbomben oder Rauchgranaten ausgestattet sein. Diese aktivieren sich, wenn die Behälter gewaltsam geöffnet werden. Das Geld wird dadurch eingefärbt und somit unbrauchbar.
Manche Geldtransporte werden abschnittsweise oder gänzlich zu Fuß durchgeführt, dabei wird das Geld in Koffern transportiert. Dazu wird der Griff durch spezielle Sicherungseinrichtungen derart gesichert, dass bei Wegnahme durch Unberechtigte entweder eine optisch wirkende Alarmeinrichtung ausgelöst wird oder/und das Geld mittels Farbeinwirkung unbrauchbar wird. Das Befestigen mittels Handschellen am Handgelenk des Boten, wie es in Filmen teilweise zu sehen ist, widerspricht § 25 der DGUV Vorschrift 23.

## Kriminalfälle
Im Jahr 1972 wurde in Offenbach am Main bei dem angeblich bis dato „größten Geldraub der deutschen Kriminalgeschichte“ von einem Geldtransport 1,8 Millionen DM erbeutet.
Das Unternehmen Heros musste Insolvenz anmelden, nachdem bekannt wurde, dass Mitarbeiter insgesamt 300 Millionen Euro unterschlagen haben sollten.
Am 24. August 2017 wurde bekannt, dass in München der Fahrer eines Geldtransporters davonfuhr, als sein Beifahrer ausgestiegen war.
In den 2010er Jahren häuften sich die Überfälle auf Geldtransporter in der Schweiz – insbesondere im Kanton Waadt. Da nachts in der Schweiz wegen des Nachtfahrverbots generell nur Transporter bis 3,5 Tonnen unterwegs sein dürfen, hat die Waadtländer Regierung im Dezember 2019 entschieden, dass Geldtransporte im Kanton Waadt ab sofort nur noch außerhalb des Nachtfahrverbots, in schwer gepanzerten Lastwagen von mindestens 20 Tonnen Gewicht und mit einer maximalen Geldmenge von 10 Millionen Franken stattfinden dürfen. Zudem muss der Transport von einer zweiten Person begleitet werden und die Fracht muss einen Selbstzerstörungsmechanismus aufweisen.

## Rezeption
Der Überfall auf einen Geldtransport wird im elften Teil „Nachtschicht – Geld regiert die Welt“ (2012) der ZDF-Krimireihe Nachtschicht dargestellt.